# Deutsche Meisterschaften im Rennrodeln 2010
Die vorgezogenen Deutschen Meisterschaften im Rennrodeln 2010 fanden am 31. Oktober 2009 auf der Bobbahn Winterberg Hochsauerland statt. Sie waren gleichzeitig Abschluss und Höhepunkt der Qualifikation für die Rennrodel-Weltcupsaison 2009/10. Die Meisterschaften wurden aufgrund des engen Terminkalenders schon im Vorjahr, am Beginn der Saison, ausgetragen.

## Ergebnisse

### Einsitzer der Frauen
| Platz | Sportlerin           | Verein                        | Zeit     |
| ----- | -------------------- | ----------------------------- | -------- |
| 1     | Anke Wischnewski     | WSC Erzgebirge Oberwiesenthal | 1:53,339 |
| 2     | Natalie Geisenberger | RRT Miesbach                  | +0,259   |
| 3     | Tatjana Hüfner       | WSC Erzgebirge Oberwiesenthal | +0,399   |
| 4     | Corinna Martini      | BSC Winterberg                | +0,462   |
| 5     | Stefanie Sieger      | WSV Königssee                 | +0,802   |
| 6     | Anne Pietrasik       | SSV Altenberg                 | +1,362   |
| 7     | Madeleine Teuber     | BSC Winterberg                | +1,367   |
| 8     | Lisa Liebert         | SSV Altenberg                 | +1,481   |
| 9     | Katrin Rudolph       | BSC Winterberg                | +1,575   |
| 10    | Carina Schwab        | RC Berchtesgaden              | +2,202   |
| 11    | Dajana Eitberger     | RC Ilmenau                    | +2,583   |

Am Start waren elf Rodlerinnen. Anke Wischnewski gewann überraschend ihren ersten nationalen Titel vor den beiden Favoritinnen, Weltmeisterin Natalie Geisenberger sowie Titelverteidigerin und Gesamtweltcupsiegerin Tatjana Hüfner.

### Einsitzer der Männer
| Platz | Sportler              | Verein                | Zeit     |
| ----- | --------------------- | --------------------- | -------- |
| 1     | Felix Loch            | RC Berchtesgaden      | 1:46,747 |
| 2     | David Möller          | RRV Sonneberg         | +0,236   |
| 3     | Jan Eichhorn          | BSR Rennsteig Oberhof | +0,694   |
| 4     | Johannes Ludwig       | BSR Rennsteig Oberhof | +0,951   |
| 5     | Andi Langenhan        | RRC Zella-Mehlis      | +0,958   |
| 6     | Ralf Palik            | WSC Oberwiesenthal    | +1,798   |
| 7     | Julian von Schleinitz | WSV Königssee         | +1,957   |
| 8     | Robert Eschrich       | BSR Rennsteig Oberhof | +2,153   |
| 9     | Sascha Benecken       | RRC Suhl              | +2,601   |
| 10    | Peter Fischer         | BSR Rennsteig Oberhof | +2,820   |
| 11    | Thomas Aschauer       | RC Berchtesgaden      | +2,976   |
| 12    | Robin Geueke          | SC Fredeburg          | +4,817   |

Am Start waren 12 Rodler und damit einer mehr als im Vorjahr. Titelverteidiger und Weltmeister Felix Loch gewann vor dem Mitfavoriten David Möller.

### Doppelsitzer
| Platz | Sportler                          | Verein                                             | Zeit     |
| ----- | --------------------------------- | -------------------------------------------------- | -------- |
| 1     | André Florschütz Torsten Wustlich | BRC 05 Friedrichroda WSC Erzgebirge Oberwiesenthal | 1:35,882 |
| 2     | Tobias Wendl Tobias Arlt          | RC Berchtesgaden WSV Königssee                     | +0,420   |
| 3     | Ronny Pietrasik Christian Weise   | SSV Altenberg WSC Erzgebirge Oberwiesenthal        | +0,548   |
| 4     | Toni Eggert Marcel Oster          | BSR Rennsteig Oberhof RT Suhl                      | +1,041   |
| 5     | Nico Walther Nico Grünneker       | WSC Oberwiesenthal                                 |          |
| 6     | Daniel Rothamel Chris Rohmeiß     | RRC Zella-Mehlis                                   |          |
| 7     | Florian Hoppe Paul Wächter        | BSC Winterberg                                     |          |

Am Start waren sieben Doppel und damit drei mehr als im Vorjahr. Patric Leitner und Alexander Resch waren wegen einer Verletzung nicht am Start, waren jedoch aufgrund ihrer Ergebnisse aus der Vorsaison für den Weltcup gesetzt.

## Weltcup-Qualifikation
Für die internationale Trainingswoche vom 9. bis 14. November 2009 auf der olympischen Bob- und Rodelbahn in Whistler sowie für die ersten vier Weltcuprennen qualifizierten sich:
- Bei den Frauen:
  - Tatjana Hüfner
  - Natalie Geisenberger
  - Anke Wischnewski
  - Corinna Martini
- Bei den Herren-Einsitzern:
  - Felix Loch
  - David Möller
  - Andi Langenhan
  - Jan Eichhorn
  - Johannes Ludwig
- Bei den Herren-Doppelsitzern:
  - Patric Leitner & Alexander Resch
  - André Florschütz & Torsten Wustlich
  - Tobias Wendl & Tobias Arlt

Somit gibt es im Vergleich zur Vorsaison nur auf einer Position in der Mannschaft eine Veränderung. Den Platz von Steffi Sieger sicherte sich Corinna Martini gegen ihre direkte Konkurrentin Stefanie Sieger. Nur bis zum vierten Weltcuprennen können sich Rodler und Rodlerinnen für die Olympischen Winterspiele 2010 von Vancouver qualifizieren. Somit kommen nur die genannten Fahrerinnen, Fahrer und Doppel in Frage.